# 雍和
雍和是指一隻传说中的猿，红眼红嘴，黄毛，一出现就会有大灾荒。

## 记载
《山海经·中山经》：“又东南三百里，曰 丰山 。有兽焉，其状如蝯，赤目、赤喙、黄身，名曰雍和，见则国有大恐。”